# Constitutionen
DS "Constitutionen" var Norges første dampskib, og Postverket var dermed landets første dampskibsrederi. DS "Constitutionen" blev indkøbt fra England i 1826 som postbåd først og fremmest for forbedre postgangen, men skibet kunne også medtage 32 passagerer og last. DS "Constitutionen" blev i 1827 sat i kystrute mellem Oslo og Kristiansand. I 1827 købte Postverket endnu et skib, DS "Prinds Carl". De to skibe korresponderede i Stavern. DS «Prinds Carl» gik til København via Göteborg.
Constitutionen blev hugget op i 1871.

## Andet
Da "Constitutionen" anløb Oslo 17. maj 1829, blev ankomsten optakten til det såkaldt "torvslag", hvor blandt andre Henrik Wergeland kæmpede for at markere Norges grundlovsdag.
Da koleraepidemien nåede til Kristiansand efteråret 1853, havde den første i byen som blev smittet og døde, netop arbejdet på "Constitutionen". Sundhedskommissionen i Kristiansand ønskede indskrænket drift af skibet, som oplagt havde bragt smitten med sig, men fik ingen respons fra centralt hold. Dels var karantæne som sygdomsforebyggende tiltag stadig omdiskuteret; dels var "Constitutionen" et nationalt symbol og landets stolthed.
"Constitutionen" har også været i brug som hospitalsskib. Efter bybranden i Drammen i 1866, holdt byens sygehus en kort stund til i telte før patienterne fik plads på dampskibet.

## Eksterne links
- Billede af "Constitutionen" Arkiveret 19. november 2005 hos  Wayback Machine